# Associazione Calcio Entella 1942-1943
Questa voce raccoglie le informazioni riguardanti l'Associazione Calcio Entella nelle competizioni ufficiali della stagione 1942-1943.

## Divise
| Prima divisa |

## Rosa
| N. |                   | Ruolo | Calciatore       |
| -- | ----------------- | ----- | ---------------- |
|    | Italia (bandiera) | C     | Amilcare Baghino |
|    | Italia (bandiera) | A     | Gino Beccattini  |
|    | Italia (bandiera) | A     | Giorgio Borgo    |
|    | Italia (bandiera) | C     | D. Campanelli    |
|    | Italia (bandiera) | A     | G. Carazza       |
|    | Italia (bandiera) | A     | P. Caviglia      |
|    | Italia (bandiera) | C     | Guido Guasti     |
|    | Italia (bandiera) | D     | Vincenzo Lanza   |

| N. |                   | Ruolo | Calciatore        |
| -- | ----------------- | ----- | ----------------- |
|    | Italia (bandiera) | C     | Carlo Massolo     |
|    | Italia (bandiera) | D     | Ermanno Montanari |
|    | Italia (bandiera) | P     | Bernardo Moretti  |
|    | Italia (bandiera) | A     | Dino Sabbatini    |
|    | Italia (bandiera) | A     | Silvio Scasso     |
|    | Italia (bandiera) | A     | M. Vidali         |
|    | Italia (bandiera) | C     | C. Zurri          |